# Arsène Mersch
Pour les articles homonymes, voir Mersch.
Arsène Mersch est un coureur cycliste luxembourgeois, né le 14 décembre 1913 à Koerich et mort le 12 juillet 1980 à Koerich. 
Son frère Josy fut également coureur cycliste professionnel de 1934 à 1936.
Arsène Mersch devient professionnel en 1935 et le reste jusqu'en 1940. Il remporte 13 victoires. 
Amateur, Arsène Mersch est deux fois champion du Luxembourg en 1934 et 1935 après l'avoir déjà été en catégorie débutant en 1932. Puis, professionnel, il le devient en 1935 et 1939. Il a été aussi champion du Luxembourg de cyclo-cross en 1936, 1938 et 1939.
En 1936, il remporte une étape et termine cinquième du Tour de France.

## Palmarès sur route

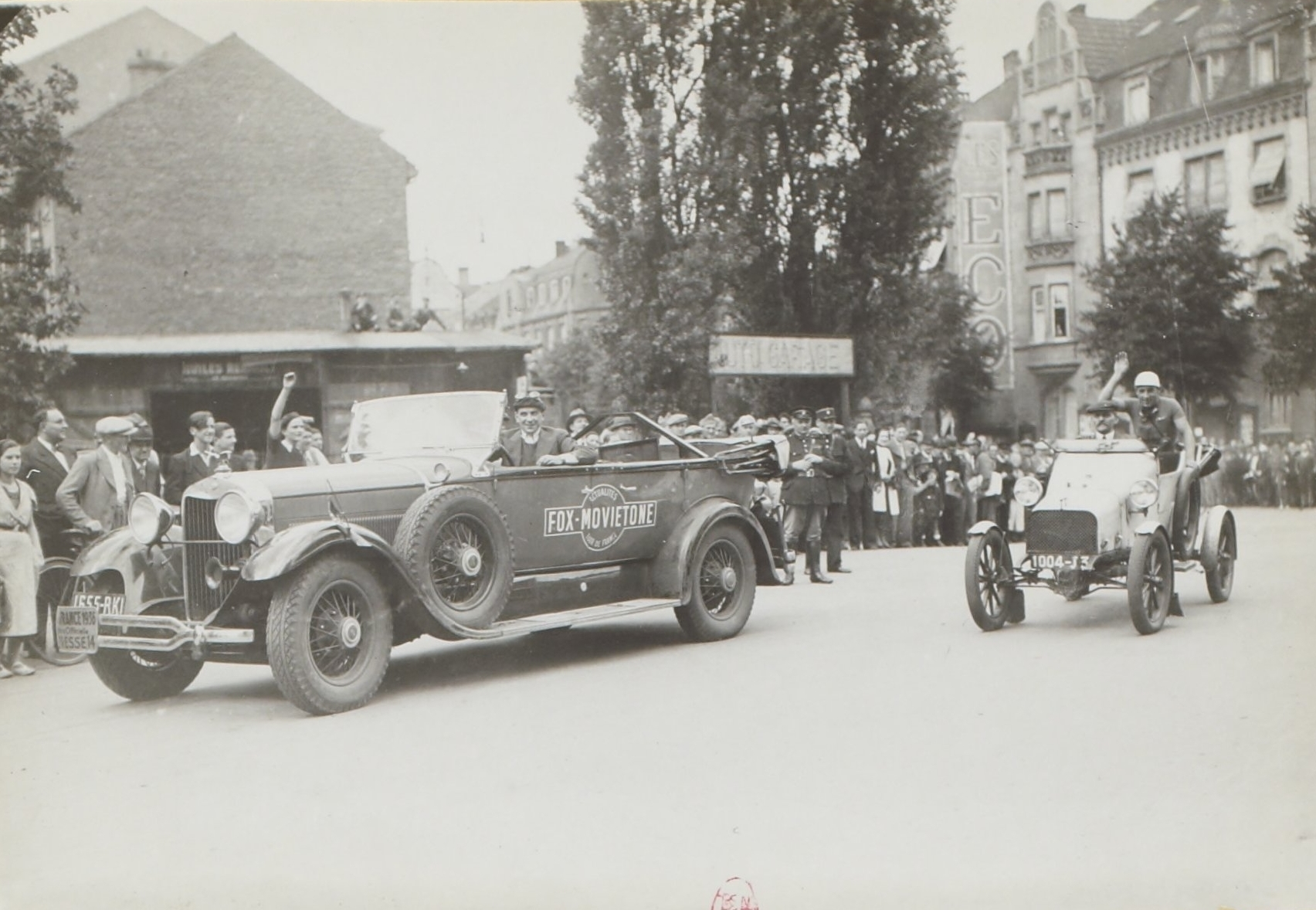
Mersh dans une automobile à Metz lors du tour de France 1936.

### Palmarès amateur
- 1932

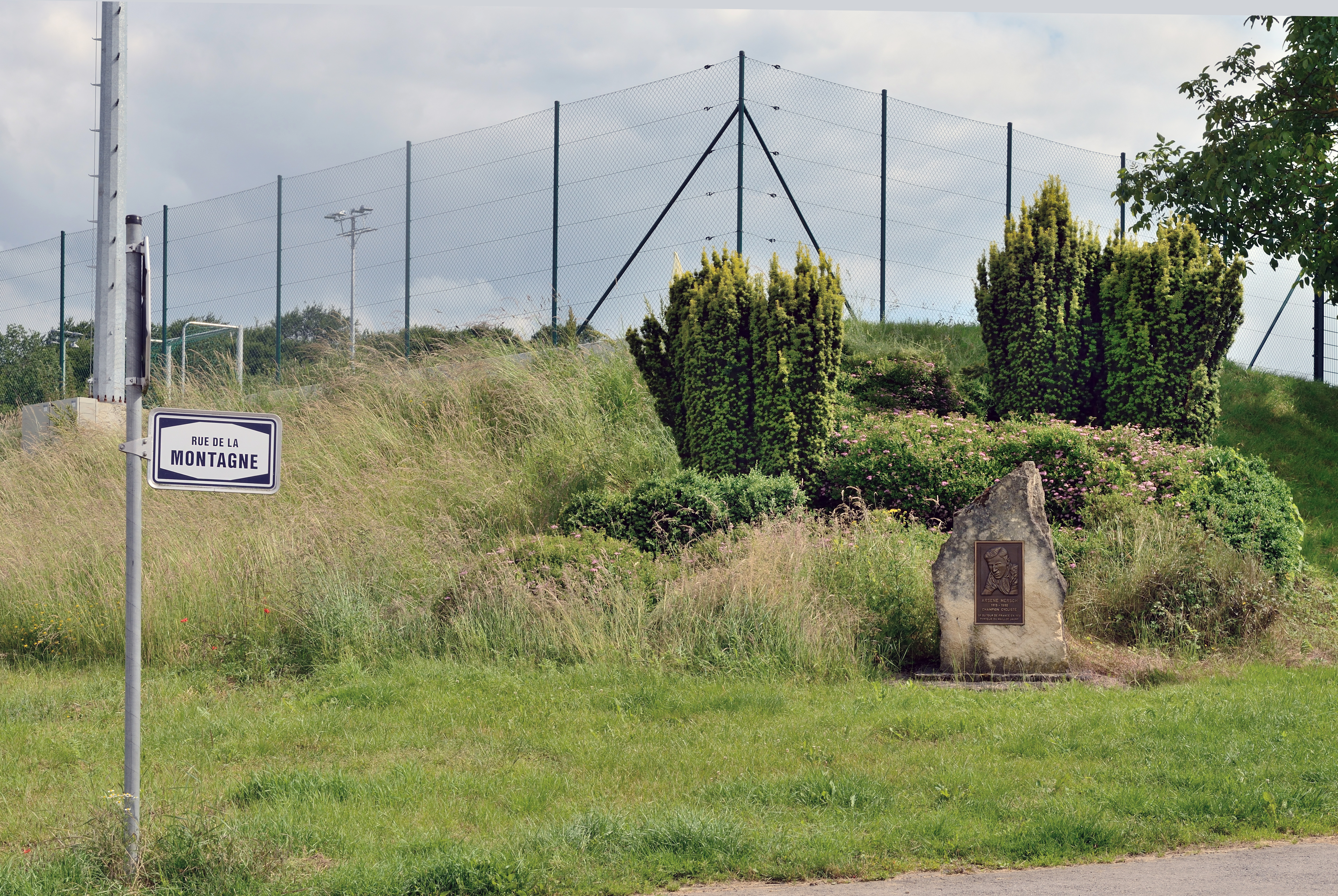
Monument à la mémoire d'Arsène Mersch à Koerich.

  -  Champion du Luxembourg sur route débutants
- 1933
  - 8e du championnat du monde sur route amateurs
- 1934
  -  Champion du Luxembourg sur route amateurs
  - Liège-Marche-Liège
  - Grand Prix François-Faber

### Palmarès professionnel
- 1935
  -  Champion du Luxembourg sur route
  - 2e étape du Tour de Catalogne
  - 6e du championnat du monde sur route
- 1936
  - 5e étape du Tour de Belgique
  - 21e étape du Tour de France
  - 5e du Tour de France
  - 10e de Liège-Bastogne-Liège
- 1938
  - 1re étape du Tour de Suisse
  - 2e du Tour de Suisse
  - 8e du championnat du monde sur route
- 1939
  -  Champion du Luxembourg sur route
  - 8e étape du Tour de Suisse

## Résultats sur le Tour de France
4 participations
- 1936 : 5e, vainqueur de la 21e étape,  maillot jaune pendant un jour
- 1937 : 27e
- 1938 : 32e
- 1939 : abandon (8eb étape)

## Palmarès en cyclo-cross
- 1933
  - 3e du championnat du Luxembourg de cyclo-cross
- 1934
  - 2e du championnat du Luxembourg de cyclo-cross
- 1935
  - 2e du championnat du Luxembourg de cyclo-cross
  - 3e du critérium international de cyclo-cross
- 1936
  -  Champion du Luxembourg de cyclo-cross
- 1937
  - 2e du championnat du Luxembourg de cyclo-cross
- 1938
  -  Champion du Luxembourg de cyclo-cross
- 1939
  -  Champion du Luxembourg de cyclo-cross